# ホスティウス・ホスティーリウス
ホスティウス・ホスティリウス（Hostius Hostilius）は、ローマの建国伝説に登場するローマ人の隊長。王政ローマの第3代の王トゥッルス・ホスティリウスの祖父。
ホスティリウスは建設直後のローマの枢要な人物の一人で、一つの伝承では略奪されたサビニ女性のうち唯一の既婚女性であったヘルシリアの夫となったとされる。このヘルシリアは別の伝承ではロムルスの妻になったとされている。
その後のサビニ人(en)との戦争ではローマ軍の前線の指揮を執り、タルペーイアの裏切りで奪われたカピトリウムの奪回を図り攻撃を仕掛けた。しかし丘の上のサビニ人に対して不利な下方から攻めたローマ軍は苦戦し、ホスティリウスもこの戦いで戦死した。
ホスティリウスの死後、ローマ軍の指揮はロムルスが行い、戦線を盛り返した。最終的には略奪されたサビニ女性たちが両軍の間に入り、ローマとサビニは停戦し統合した。
ロムルスの次の王ヌマの死後、統合したローマの王にホスティウス・ホスティリウスの孫トゥッルス・ホスティリウスが就任した。